# Wilhelm Schubart
Wilhelm Schubart, né à Liegnitz le 21 octobre 1873 et mort à Halle le 9 août 1960 est un philologue classique, historien et papyrologue allemand.

## Biographie
Wilhelm Schubart étudie de 1892 à 1897 l'histoire, les lettres classiques et la philosophie dans les universités de Tübingen, Halle, Berlin et Breslau. Après sa thèse Quaestiones De Rebus militaribus, fuerint quale in regno Lagidarum en 1897, il travaille comme assistant du directeur des musées royaux de Berlin. Il se fait un nom en participant à la rédaction du Berliner Klassikertexte (1904-1907) et prend la tête du département des papyrus de Berlin. Il acquiert ainsi de la notoriété grâce à la collection et à la traduction de nombreux documents. Il devient professeur en 1912, participe à la rédaction de Gnomon, une revue spécialisée dans les comptes rendus de publications relevant des sciences de l'Antiquité, et est fait en 1920 docteur honoris causa de l'université de Francfort.
À partir de 1933, il enseigne en qualité de professeur honoraire d'histoire ancienne à l'université Humboldt de Berlin. Après la prise du pouvoir par les nazis, il se retire en 1937 de son poste de professeur et de la direction du département de papyrologie. Lorsque son appartement et sa bibliothèque brûlent après un bombardement à la fin de la guerre, il déménage avec sa femme à Zwickau.
Après la guerre, il est nommé en 1946 au département d'histoire classique de l'université de Leipzig. Il prend sa retraite en 1952, à l'âge de 78 ans, et s'installe à Halle, où sa femme Gertrude Schubart-Fikentscher est professeur de droit. Il y meurt le 9 août 1960, à l'âge de 86 ans.

## Distinctions
- membre de l'Académie des sciences de Saxe
- membre correspondant de l'Académie de Berlin
- membre correspondant de l'Académie des sciences de Göttingen
- membre correspondant de la British Academy (1954)
- membre correspondant de l'Académie autrichienne des sciences
- membre honoraire de la Société pour la promotion des études helléniques (en)
- membre invité de l'Académie royale des sciences et des lettres de Göteborg (de)
- président et membre fondateur du Comité international de papyrologie
- titre de « savant éminent », décerné par le gouvernement de la RFA

## Travaux
Les plus grandes réalisations scientifiques de Wilhelm Schubart se situent dans le domaine de la papyrologie, qu'il enrichit par son travail à la tête de la collection de papyrus de Berlin, la publication de ses découvertes et une grande connaissance du marché des livres anciens.
Son ouvrage Das Buch bei den Griechen und Römern (Le livre des Grecs et des Romains, 1907) fournit une introduction concise, claire et novatrice du sujet. Son Introduction aux papyrus (Einführung in die Papyruskunde, 1918) s'oppose aux thèses précédentes de Ludwig Mitteis (de) et Ulrich Wilcken.
Il publie également des ouvrages d'histoire issus de ses activités de papyrologue : dans Un millénaire sur le Nil (Ein Jahrtausend am Nil, 1912) et L'Égypte d'Alexandre le Grand à Mahomet, il décrit la découverte de papyrus en Égypte par les Grecs, les Romains et les Byzantins. De nombreux écrits mineurs sur divers sujets historiques, de l'Antiquité aux temps modernes ont également été recueillis et publiés sous le titre Glaube und Bildung im Wandel der Zeiten (Foi et éducation à travers les âges, 1947).